# Lista över fornlämningar i Mörbylånga kommun (Södra Möckleby)
Lista över fornlämningar i Mörbylånga kommun (Södra Möckleby) är en förteckning av ett urval av de fornlämningar som finns i Södra Möckleby i Mörbylånga kommun.
| Namn                                           | Lämningstyp                      | Tillkomsttid | Historisk indelning   | Plats | Läge                 | ID-nr          | Bild                                      |
| ---------------------------------------------- | -------------------------------- | ------------ | --------------------- | ----- | -------------------- | -------------- | ----------------------------------------- |
| Storåshallen (Södra Möckleby 1:1)              | Stensättning                     |              | Södra Möckleby, Öland |       | 56.391092, 16.483151 | 10086900010001 | Ladda upp en till bild av detta fornminne |
| Storåshallen (Södra Möckleby 1:3)              | Husgrund, förhistorisk/medeltida |              | Södra Möckleby, Öland |       | 56.391011, 16.482926 | 10086900010003 | Ladda upp en bild av detta fornminne      |
| Södra Möckleby 2:1                             | Husgrund, förhistorisk/medeltida |              | Södra Möckleby, Öland |       | 56.388071, 16.484444 | 10086900020001 | Ladda upp en bild av detta fornminne      |
| Södra Möckleby 3:1                             | Gravfält                         |              | Södra Möckleby, Öland |       | 56.374334, 16.463933 | 10086900030001 | Ladda upp en bild av detta fornminne      |
| Södra Möckleby 4:1                             | Husgrund, förhistorisk/medeltida |              | Södra Möckleby, Öland |       | 56.389179, 16.475475 | 10086900040001 | Ladda upp en bild av detta fornminne      |
| Södra Möckleby 5:1                             | Husgrund, förhistorisk/medeltida |              | Södra Möckleby, Öland |       | 56.388970, 16.474016 | 10086900050001 | Ladda upp en bild av detta fornminne      |
| Södra Möckleby 6:1                             | Husgrund, förhistorisk/medeltida |              | Södra Möckleby, Öland |       | 56.388486, 16.473410 | 10086900060001 | Ladda upp en bild av detta fornminne      |
| Södra Möckleby 6:2                             | Stensättning                     |              | Södra Möckleby, Öland |       | 56.388306, 16.473002 | 10086900060002 | Ladda upp en bild av detta fornminne      |
| Södra Möckleby 6:3                             | Husgrund, förhistorisk/medeltida |              | Södra Möckleby, Öland |       | 56.388087, 16.473508 | 10086900060003 | Ladda upp en bild av detta fornminne      |
| Södra Möckleby 9:1                             | Stensättning                     |              | Södra Möckleby, Öland |       | 56.379436, 16.445372 | 10086900090001 | Ladda upp en bild av detta fornminne      |
| Södra Möckleby 10:1                            | Gravfält                         |              | Södra Möckleby, Öland |       | 56.385907, 16.432955 | 10086900100001 | Ladda upp en till bild av detta fornminne |
| Södra Möckleby 10:2                            | Gravfält                         |              | Södra Möckleby, Öland |       | 56.388052, 16.435707 | 10086900100002 | Ladda upp en bild av detta fornminne      |
| Södra Möckleby 18:1                            | Grav- och boplatsområde          |              | Södra Möckleby, Öland |       | 56.381566, 16.429929 | 10086900180001 | Ladda upp en bild av detta fornminne      |
| Södra Möckleby 22:1                            | Gravfält                         |              | Södra Möckleby, Öland |       | 56.378548, 16.427801 | 10086900220001 | Ladda upp en bild av detta fornminne      |
| Södra Möckleby 26:1                            | Hällristning                     |              | Södra Möckleby, Öland |       | 56.380250, 16.430445 | 10086900260001 | Ladda upp en bild av detta fornminne      |
| Gettlinge kvarn (Södra Möckleby 27:1)          | Stensättning                     |              | Södra Möckleby, Öland |       | 56.382671, 16.434641 | 10086900270001 | Ladda upp en bild av detta fornminne      |
| Södra Möckleby 28:1                            | Hällristning                     |              | Södra Möckleby, Öland |       | 56.382720, 16.432492 | 10086900280001 | Ladda upp en bild av detta fornminne      |
| Södra Möckleby 29:1                            | Hällristning                     |              | Södra Möckleby, Öland |       | 56.381053, 16.433340 | 10086900290001 | Ladda upp en bild av detta fornminne      |
| Södra Möckleby 30:1                            | Hög                              |              | Södra Möckleby, Öland |       | 56.373258, 16.424994 | 10086900300001 | Ladda upp en bild av detta fornminne      |
| Södra Möckleby 30:2                            | Stensättning                     |              | Södra Möckleby, Öland |       | 56.373466, 16.425107 | 10086900300002 | Ladda upp en bild av detta fornminne      |
| Södra Möckleby 31:1                            | Stensättning                     |              | Södra Möckleby, Öland |       | 56.373938, 16.425147 | 10086900310001 | Ladda upp en bild av detta fornminne      |
| Södra Möckleby 32:1                            | Stensättning                     |              | Södra Möckleby, Öland |       | 56.374321, 16.425239 | 10086900320001 | Ladda upp en bild av detta fornminne      |
| Södra Möckleby 32:2                            | Stensättning                     |              | Södra Möckleby, Öland |       | 56.374163, 16.425250 | 10086900320002 | Ladda upp en bild av detta fornminne      |
| Södra Möckleby 33:1                            | Gravfält                         |              | Södra Möckleby, Öland |       | 56.374813, 16.425654 | 10086900330001 | Ladda upp en bild av detta fornminne      |
| Södra Möckleby 35:1                            | Gravfält                         |              | Södra Möckleby, Öland |       | 56.372577, 16.424648 | 10086900350001 | Ladda upp en bild av detta fornminne      |
| Södra Möckleby 37:1                            | Grav markerad av sten/block      |              | Södra Möckleby, Öland |       | 56.366331, 16.423579 | 10086900370001 | Ladda upp en bild av detta fornminne      |
| Södra Möckleby 38:1                            | Hög                              |              | Södra Möckleby, Öland |       | 56.362604, 16.415415 | 10086900380001 | Ladda upp en bild av detta fornminne      |
| Södra Möckleby 41:1                            | Husgrund, förhistorisk/medeltida |              | Södra Möckleby, Öland |       | 56.370227, 16.439589 | 10086900410001 | Ladda upp en bild av detta fornminne      |
| Södra Möckleby 41:2                            | Husgrund, förhistorisk/medeltida |              | Södra Möckleby, Öland |       | 56.370022, 16.439524 | 10086900410002 | Ladda upp en bild av detta fornminne      |
| Södra Möckleby 42:1                            | Husgrund, förhistorisk/medeltida |              | Södra Möckleby, Öland |       | 56.370233, 16.438412 | 10086900420001 | Ladda upp en bild av detta fornminne      |
| Södra Möckleby 42:2                            | Husgrund, förhistorisk/medeltida |              | Södra Möckleby, Öland |       | 56.370099, 16.438274 | 10086900420002 | Ladda upp en bild av detta fornminne      |
| Södra Möckleby 42:3                            | Husgrund, förhistorisk/medeltida |              | Södra Möckleby, Öland |       | 56.370164, 16.438351 | 10086900420003 | Ladda upp en bild av detta fornminne      |
| Södra Möckleby 42:4                            | Husgrund, förhistorisk/medeltida |              | Södra Möckleby, Öland |       | 56.369989, 16.438358 | 10086900420004 | Ladda upp en bild av detta fornminne      |
| Södra Möckleby 42:5                            | Husgrund, förhistorisk/medeltida |              | Södra Möckleby, Öland |       | 56.369884, 16.438265 | 10086900420005 | Ladda upp en bild av detta fornminne      |
| Södra Möckleby 42:6                            | Husgrund, förhistorisk/medeltida |              | Södra Möckleby, Öland |       | 56.369963, 16.437905 | 10086900420006 | Ladda upp en bild av detta fornminne      |
| Södra Möckleby 42:7                            | Husgrund, förhistorisk/medeltida |              | Södra Möckleby, Öland |       | 56.369905, 16.437814 | 10086900420007 | Ladda upp en bild av detta fornminne      |
| Södra Möckleby 43:1                            | Husgrund, förhistorisk/medeltida |              | Södra Möckleby, Öland |       | 56.369168, 16.436106 | 10086900430001 | Ladda upp en bild av detta fornminne      |
| Södra Möckleby 43:2                            | Husgrund, förhistorisk/medeltida |              | Södra Möckleby, Öland |       | 56.368917, 16.436216 | 10086900430002 | Ladda upp en bild av detta fornminne      |
| Södra Möckleby 44:1                            | Stensättning                     |              | Södra Möckleby, Öland |       | 56.376082, 16.449195 | 10086900440001 | Ladda upp en bild av detta fornminne      |
| Södra Möckleby 45:1                            | Husgrund, förhistorisk/medeltida |              | Södra Möckleby, Öland |       | 56.369403, 16.453219 | 10086900450001 | Ladda upp en bild av detta fornminne      |
| Södra Möckleby 45:2                            | Husgrund, förhistorisk/medeltida |              | Södra Möckleby, Öland |       | 56.369237, 16.453516 | 10086900450002 | Ladda upp en bild av detta fornminne      |
| Södra Möckleby 46:1                            | Husgrund, förhistorisk/medeltida |              | Södra Möckleby, Öland |       | 56.368706, 16.446258 | 10086900460001 | Ladda upp en bild av detta fornminne      |
| Södra Möckleby 47:1                            | Stensättning                     |              | Södra Möckleby, Öland |       | 56.367663, 16.443499 | 10086900470001 | Ladda upp en bild av detta fornminne      |
| Södra Möckleby 48:1                            | Stensättning                     |              | Södra Möckleby, Öland |       | 56.330341, 16.450824 | 10086900480001 | Ladda upp en bild av detta fornminne      |
| Södra Möckleby 49:1                            | Stensättning                     |              | Södra Möckleby, Öland |       | 56.368267, 16.478725 | 10086900490001 | Ladda upp en bild av detta fornminne      |
| Södra Möckleby 50:1                            | Stensättning                     |              | Södra Möckleby, Öland |       | 56.372393, 16.469111 | 10086900500001 | Ladda upp en bild av detta fornminne      |
| Södra Möckleby 51:1                            | Stensättning                     |              | Södra Möckleby, Öland |       | 56.369302, 16.461976 | 10086900510001 | Ladda upp en bild av detta fornminne      |
| Södra Möckleby 52:1                            | Stensättning                     |              | Södra Möckleby, Öland |       | 56.369002, 16.460649 | 10086900520001 | Ladda upp en bild av detta fornminne      |
| Södra Möckleby 52:2                            | Stensättning                     |              | Södra Möckleby, Öland |       | 56.369132, 16.460196 | 10086900520002 | Ladda upp en bild av detta fornminne      |
| Södra Möckleby 53:1                            | Stensättning                     |              | Södra Möckleby, Öland |       | 56.368540, 16.458161 | 10086900530001 | Ladda upp en bild av detta fornminne      |
| Södra Möckleby 54:1                            | Stensättning                     |              | Södra Möckleby, Öland |       | 56.368276, 16.458101 | 10086900540001 | Ladda upp en bild av detta fornminne      |
| Södra Möckleby 55:1                            | Gravfält                         |              | Södra Möckleby, Öland |       | 56.366303, 16.460000 | 10086900550001 | Ladda upp en bild av detta fornminne      |
| Södra Möckleby 56:1                            | Husgrund, förhistorisk/medeltida |              | Södra Möckleby, Öland |       | 56.366055, 16.456842 | 10086900560001 | Ladda upp en bild av detta fornminne      |
| Södra Möckleby 58:1                            | Stensättning                     |              | Södra Möckleby, Öland |       | 56.361264, 16.456098 | 10086900580001 | Ladda upp en bild av detta fornminne      |
| Södra Möckleby 60:1                            | Stensättning                     |              | Södra Möckleby, Öland |       | 56.312265, 16.419248 | 10086900600001 | Ladda upp en bild av detta fornminne      |
| Södra Möckleby 61:1                            | Stensättning                     |              | Södra Möckleby, Öland |       | 56.309492, 16.428244 | 10086900610001 | Ladda upp en bild av detta fornminne      |
| Södra Möckleby 61:2                            | Stensättning                     |              | Södra Möckleby, Öland |       | 56.309261, 16.428289 | 10086900610002 | Ladda upp en bild av detta fornminne      |
| Södra Möckleby 63:1                            | Stensättning                     |              | Södra Möckleby, Öland |       | 56.331252, 16.418035 | 10086900630001 | Ladda upp en bild av detta fornminne      |
| Södra Möckleby 63:2                            | Grav markerad av sten/block      |              | Södra Möckleby, Öland |       | 56.331132, 16.417861 | 10086900630002 | Ladda upp en bild av detta fornminne      |
| Södra Möckleby 64:1                            | Stensättning                     |              | Södra Möckleby, Öland |       | 56.326682, 16.416976 | 10086900640001 | Ladda upp en bild av detta fornminne      |
| Södra Möckleby 66:1                            | Grav markerad av sten/block      |              | Södra Möckleby, Öland |       | 56.319352, 16.406621 | 10086900660001 | Ladda upp en bild av detta fornminne      |
| Södra Möckleby 69:1                            | Hög                              |              | Södra Möckleby, Öland |       | 56.318951, 16.405859 | 10086900690001 | Ladda upp en bild av detta fornminne      |
| Södra Möckleby 69:2                            | Grav markerad av sten/block      |              | Södra Möckleby, Öland |       | 56.319082, 16.405914 | 10086900690002 | Ladda upp en bild av detta fornminne      |
| Södra Möckleby 70:1                            | Stensättning                     |              | Södra Möckleby, Öland |       | 56.321463, 16.406455 | 10086900700001 | Ladda upp en bild av detta fornminne      |
| Södra Möckleby 70:2                            | Grav markerad av sten/block      |              | Södra Möckleby, Öland |       | 56.321608, 16.406461 | 10086900700002 | Ladda upp en bild av detta fornminne      |
| Södra Möckleby 73:1                            | Husgrund, förhistorisk/medeltida |              | Södra Möckleby, Öland |       | 56.365959, 16.433692 | 10086900730001 | Ladda upp en bild av detta fornminne      |
| Södra Möckleby 73:2                            | Husgrund, förhistorisk/medeltida |              | Södra Möckleby, Öland |       | 56.365871, 16.433671 | 10086900730002 | Ladda upp en bild av detta fornminne      |
| Södra Möckleby 75:3                            | Husgrund, förhistorisk/medeltida |              | Södra Möckleby, Öland |       | 56.365441, 16.457706 | 10086900750003 | Ladda upp en bild av detta fornminne      |
| Södra Möckleby 75:4                            | Husgrund, förhistorisk/medeltida |              | Södra Möckleby, Öland |       | 56.365394, 16.457624 | 10086900750004 | Ladda upp en bild av detta fornminne      |
| Södra Möckleby 77:1                            | Hällristning                     |              | Södra Möckleby, Öland |       | 56.385060, 16.441395 | 10086900770001 | Ladda upp en bild av detta fornminne      |
| Södra Möckleby 79:1                            | Stensättning                     |              | Södra Möckleby, Öland |       | 56.376447, 16.454312 | 10086900790001 | Ladda upp en bild av detta fornminne      |
| Södra Möckleby 81:1                            | Husgrund, förhistorisk/medeltida |              | Södra Möckleby, Öland |       | 56.370820, 16.438846 | 10086900810001 | Ladda upp en bild av detta fornminne      |
| Södra Möckleby 86:1                            | Husgrund, förhistorisk/medeltida |              | Södra Möckleby, Öland |       | 56.365430, 16.433255 | 10086900860001 | Ladda upp en bild av detta fornminne      |
| Södra Möckleby 89:1                            | Husgrund, förhistorisk/medeltida |              | Södra Möckleby, Öland |       | 56.369152, 16.446252 | 10086900890001 | Ladda upp en bild av detta fornminne      |
| Södra Möckleby 89:2                            | Husgrund, förhistorisk/medeltida |              | Södra Möckleby, Öland |       | 56.369165, 16.445929 | 10086900890002 | Ladda upp en bild av detta fornminne      |
| Södra Möckleby 89:3                            | Husgrund, förhistorisk/medeltida |              | Södra Möckleby, Öland |       | 56.369059, 16.446496 | 10086900890003 | Ladda upp en bild av detta fornminne      |
| Södra Möckleby 98:1                            | Husgrund, förhistorisk/medeltida |              | Södra Möckleby, Öland |       | 56.371726, 16.445877 | 10086900980001 | Ladda upp en bild av detta fornminne      |
| Södra Möckleby 98:2                            | Stensättning                     |              | Södra Möckleby, Öland |       | 56.371819, 16.445694 | 10086900980002 | Ladda upp en bild av detta fornminne      |
| Södra Möckleby 98:3                            | Stensättning                     |              | Södra Möckleby, Öland |       | 56.372053, 16.445548 | 10086900980003 | Ladda upp en bild av detta fornminne      |
| Södra Möckleby 100:1                           | Gravfält                         |              | Södra Möckleby, Öland |       | 56.361642, 16.447080 | 10086901000001 | Ladda upp en bild av detta fornminne      |
| Södra Möckleby 101:1                           | Gravfält                         |              | Södra Möckleby, Öland |       | 56.364001, 16.444532 | 10086901010001 | Ladda upp en bild av detta fornminne      |
| Södra Möckleby 102:2                           | Stensättning                     |              | Södra Möckleby, Öland |       | 56.359151, 16.440128 | 10086901020002 | Ladda upp en bild av detta fornminne      |
| Södra Möckleby 103:1                           | Husgrund, förhistorisk/medeltida |              | Södra Möckleby, Öland |       | 56.359574, 16.451926 | 10086901030001 | Ladda upp en bild av detta fornminne      |
| Södra Möckleby 106:1                           | Stensättning                     |              | Södra Möckleby, Öland |       | 56.357750, 16.442801 | 10086901060001 | Ladda upp en bild av detta fornminne      |
| Södra Möckleby 107:1                           | Husgrund, förhistorisk/medeltida |              | Södra Möckleby, Öland |       | 56.363112, 16.432924 | 10086901070001 | Ladda upp en bild av detta fornminne      |
| Södra Möckleby 110:1                           | Husgrund, förhistorisk/medeltida |              | Södra Möckleby, Öland |       | 56.368451, 16.454830 | 10086901100001 | Ladda upp en bild av detta fornminne      |
| Södra Möckleby 113:1                           | Stensättning                     |              | Södra Möckleby, Öland |       | 56.367349, 16.459081 | 10086901130001 | Ladda upp en bild av detta fornminne      |
| Södra Möckleby 114:1                           | Stensättning                     |              | Södra Möckleby, Öland |       | 56.360445, 16.456622 | 10086901140001 | Ladda upp en bild av detta fornminne      |
| Södra Möckleby 116:1                           | Husgrund, förhistorisk/medeltida |              | Södra Möckleby, Öland |       | 56.365115, 16.456597 | 10086901160001 | Ladda upp en bild av detta fornminne      |
| Södra Möckleby 116:2                           | Husgrund, förhistorisk/medeltida |              | Södra Möckleby, Öland |       | 56.365203, 16.456578 | 10086901160002 | Ladda upp en bild av detta fornminne      |
| Södra Möckleby 116:3                           | Husgrund, förhistorisk/medeltida |              | Södra Möckleby, Öland |       | 56.365374, 16.456626 | 10086901160003 | Ladda upp en bild av detta fornminne      |
| Södra Möckleby 116:4                           | Stensättning                     |              | Södra Möckleby, Öland |       | 56.365244, 16.456276 | 10086901160004 | Ladda upp en bild av detta fornminne      |
| Södra Möckleby 122:1                           | Hög                              |              | Södra Möckleby, Öland |       | 56.329969, 16.405392 | 10086901220001 | Ladda upp en bild av detta fornminne      |
| Södra Möckleby 130:1                           | Stensättning                     |              | Södra Möckleby, Öland |       | 56.320322, 16.414706 | 10086901300001 | Ladda upp en bild av detta fornminne      |
| Märryggen (Södra Möckleby 131:1)               | Stensättning                     |              | Södra Möckleby, Öland |       | 56.322492, 16.431131 | 10086901310001 | Ladda upp en bild av detta fornminne      |
| Märryggen (Södra Möckleby 131:2)               | Hällristning                     |              | Södra Möckleby, Öland |       | 56.322492, 16.431131 | 10086901310002 | Ladda upp en bild av detta fornminne      |
| Södra Möckleby 132:1                           | Hällristning                     |              | Södra Möckleby, Öland |       | 56.326531, 16.414398 | 10086901320001 | Ladda upp en bild av detta fornminne      |
| Södra Möckleby 136:1                           | Hällristning                     |              | Södra Möckleby, Öland |       | 56.309601, 16.425809 | 10086901360001 | Ladda upp en bild av detta fornminne      |
| Södra Möckleby 137:1                           | Stensättning                     |              | Södra Möckleby, Öland |       | 56.316563, 16.422307 | 10086901370001 | Ladda upp en bild av detta fornminne      |
| Södra Möckleby 139:1                           | Stensättning                     |              | Södra Möckleby, Öland |       | 56.353340, 16.461819 | 10086901390001 | Ladda upp en bild av detta fornminne      |
| Södra Möckleby 140:1                           | Stensättning                     |              | Södra Möckleby, Öland |       | 56.353935, 16.461167 | 10086901400001 | Ladda upp en bild av detta fornminne      |
| Södra Möckleby 140:2                           | Stensättning                     |              | Södra Möckleby, Öland |       | 56.353822, 16.461206 | 10086901400002 | Ladda upp en bild av detta fornminne      |
| Södra Möckleby 141:1                           | Stensättning                     |              | Södra Möckleby, Öland |       | 56.352534, 16.433949 | 10086901410001 | Ladda upp en bild av detta fornminne      |
| Södra Möckleby 142:1                           | Stensättning                     |              | Södra Möckleby, Öland |       | 56.351287, 16.439981 | 10086901420001 | Ladda upp en bild av detta fornminne      |
| Södra Möckleby 144:1                           | Hällristning                     |              | Södra Möckleby, Öland |       | 56.310981, 16.427490 | 10086901440001 | Ladda upp en bild av detta fornminne      |
| Södra Möckleby 145:1                           | Stensättning                     |              | Södra Möckleby, Öland |       | 56.310889, 16.428717 | 10086901450001 | Ladda upp en bild av detta fornminne      |
| Södra bruket (alunbruk) (Södra Möckleby 157:2) | Husgrund, historisk tid          |              | Södra Möckleby, Öland |       | 56.343241, 16.406621 | 10086901570002 | Ladda upp en till bild av detta fornminne |
| Södra Vitrör (25:1) (Gräsgård 25:1)            | Stensättning                     |              | Södra Möckleby, Öland |       | 56.313674, 16.444105 | 10080900250001 | Ladda upp en bild av detta fornminne      |